# John O'Keefe
John O'Keefe FRS (18 de novembro de 1939) é um biólogo neurocientista britânico nascido nos Estados Unidos. É professor do Instituto de Neurociência Cognitiva e do Departamento de Anatomia (University College London). É conhecido por sua descoberta das células de lugar no hipocampo e sua descoberta de que elas mostram codificação temporal na forma de precessão de fase theta. Dividiu o Prêmio Nobel de Fisiologia ou Medicina em 2014, juntamente com May-Britt Moser, e Edvard Moser.